# 橋元良明
橋元 良明（はしもと よしあき、1955年10月22日 - ）は、日本の社会心理学者、東京女子大学現代教養学部教授、前東京大学教授。専攻はコミュニケーション論。
京都府京都市生まれ。1978年、東京大学文学部心理学科卒業。1982年、同大学院社会学研究科修士課程修了。東京大学新聞研究所助手、社会情報研究所助教授、教授、2000年に情報学環教授。2020年定年退職。東京女子大学現代教養学部教授。

## 著書
- 『背理のコミュニケーション アイロニー・メタファー・インプリケーチャー』勁草書房 1989
- 『メディアと日本人 変わりゆく日常』岩波新書 2011

### 共編著
- 『高度情報化社会における人間のくらしと学び 変わるメディアと社会生活』児島和人共編著 ミネルヴァ書房 1996
- 『コミュニケーション学への招待』編著 大修館書店 1997
- 『メディア・コミュニケーション論』竹内郁郎,児島和人共編著 北樹出版 1998
- 『シリーズ・情報環境と社会心理 映像メディアの展開と社会心理』編著 北樹出版 1999
- 『シリーズ・情報環境と社会心理 子ども・青少年とコミュニケーション』船津衛共編 北樹出版 1999
- 『シリーズ・情報環境と社会心理 情報行動と社会心理』編著 北樹出版 1999
- 『シリーズ・情報環境と社会心理 情報化と社会生活』船津衛共編 北樹出版 2000
- 『叢書現代のメディアとジャーナリズム 第2巻　ネットワーク社会』吉井博明共責任編集 ミネルヴァ書房 2005
- 『講座社会言語科学 第2巻　メディア』編 ひつじ書房 2005
- 『メディア・コミュニケーション学』編著 大修館書店 2008
- 『ネオ・デジタルネイティブの誕生 日本独自の進化を遂げるネット世代』奥律哉,長尾嘉英,庄野徹共著 ダイヤモンド社 2010
- 『日本人の情報行動2010』編 東京大学出版会 2011

## 参考
- 橋元良明『メディアと日本人 : 変わりゆく日常』岩波書店、2011年。ISBN 978-4-00-431298-7。
- 橋元 良明 | nippon.com